# Campeonato Sergipano 1996
In 1996 werd het 73ste Campeonato Sergipano gespeeld voor voetbalclubs uit de Braziliaanse staat Sergipe. De competitie werd georganiseerd door de FSF en werd gespeeld van 2 maart tot 29 augustus. Sergipe werd kampioen. 

## Eerste toernooi

### Eerste fase

#### Groep A
| Plaats | Club                  | Wed. | W | G | V | Saldo | Ptn. |
| ------ | --------------------- | ---- | - | - | - | ----- | ---- |
| 1.     | Olímpico Itabaianinha | 9    | 5 | 2 | 2 | 10:8  | 17   |
| 2.     | Sergipe               | 9    | 4 | 4 | 1 | 14:7  | 16   |
| 3.     | Maruinense            | 9    | 2 | 4 | 3 | 4:6   | 10   |
| 4.     | Cotinguiba            | 9    | 1 | 5 | 3 | 6:12  | 8    |
| 5.     | Propriá               | 9    | 1 | 2 | 6 | 8:15  | 5    |

|  | Geplaatst voor tweede fase en finale eerste fase |
|  | Geplaatst voor tweede fase                       |

#### Groep B
| Plaats | Club      | Wed. | W | G | V | Saldo | Ptn. |
| ------ | --------- | ---- | - | - | - | ----- | ---- |
| 1.     | Itabaiana | 9    | 5 | 3 | 1 | 12:4  | 18   |
| 2.     | Confiança | 9    | 4 | 2 | 3 | 10:7  | 14   |
| 3.     | Olímpico  | 9    | 3 | 3 | 3 | 5:9   | 12   |
| 4.     | Guarany   | 9    | 3 | 2 | 4 | 8:10  | 11   |
| 5.     | Vasco     | 9    | 2 | 3 | 4 | 8:7   | 9    |

|  | Geplaatst voor tweede fase en finale eerste fase |
|  | Geplaatst voor tweede fase                       |

#### Finale
De winnaar krijgt drie bonuspunten voor de finaleronde, de verliezer een.
|            |           |       |                       |  |
| 5 mei Heen | Itabaiana | 1 – 0 | Olímpico Itabaianinha |  |
| 5 mei Heen |           |       |                       |  |

### Tweede fase
In geval van gelijkspel in de finale werden er verlengingen gespeeld en daarna strafschoppen (tussen haakjes weergegeven). De winnaar krijgt één bonuspunt voor de finaleronde. 
|  | Halve finale          | Halve finale | Halve finale |   |         | Finale | Finale | Finale |
|  |                       |              |              |   |         |        |        |        |
|  | Sergipe               | 1            | 0            |   |         |        |        |        |
|  | Olímpico Itabaianinha | 0            | 0            |   |         |        |        |        |
|  | Olímpico Itabaianinha | 0            | 0            |   | Sergipe | 2 (9)  |        |        |
|  |                       |              |              |   | Sergipe | 2 (9)  |        |        |
|  |                       | Confiança    | 2 (8)        |   |         |        |        |        |
|  | Confiança             | Confiança    | 2 (8)        | 2 | 0       |        |        |        |
|  | Confiança             |              |              | 2 | 0       |        |        |        |
|  | Itabaiana             | 1            | 0            |   |         |        |        |        |

## Tweede toernooi

### Eerste fase

#### Groep A
| Plaats | Club                  | Wed. | W | G | V | Saldo | Ptn. |
| ------ | --------------------- | ---- | - | - | - | ----- | ---- |
| 1.     | Sergipe               | 9    | 6 | 3 | 0 | 33:5  | 21   |
| 2.     | Olímpico Itabaianinha | 9    | 5 | 3 | 1 | 9:5   | 18   |
| 3.     | Maruinense            | 9    | 3 | 1 | 5 | 9:13  | 10   |
| 4.     | Cotinguiba            | 9    | 3 | 0 | 6 | 7:17  | 9    |
| 5.     | Propriá               | 9    | 0 | 1 | 8 | 1:33  | 1    |

|  | Geplaatst voor tweede fase en finale eerste fase |
|  | Geplaatst voor tweede fase                       |

#### Groep B
| Plaats | Club      | Wed. | W | G | V | Saldo | Ptn. |
| ------ | --------- | ---- | - | - | - | ----- | ---- |
| 1.     | Vasco     | 9    | 5 | 3 | 1 | 12:2  | 18   |
| 2.     | Olímpico  | 9    | 5 | 1 | 3 | 13:9  | 16   |
| 3.     | Confiança | 9    | 4 | 4 | 1 | 15:9  | 16   |
| 4.     | Guarany   | 9    | 3 | 0 | 6 | 9:10  | 9    |
| 5.     | Itabaiana | 9    | 2 | 2 | 5 | 7:12  | 8    |

|  | Geplaatst voor tweede fase en finale eerste fase |
|  | Geplaatst voor tweede fase                       |

#### Finale
De winnaar krijgt drie bonuspunten voor de finaleronde, de verliezer een.
|                |         |       |       |  |
| 20 juli Finale | Sergipe | 3 – 2 | Vasco |  |
| 20 juli Finale |         |       |       |  |

### Tweede fase
In geval van gelijkspel in de finale werden er verlengingen gespeeld en daarna strafschoppen (tussen haakjes weergegeven). De winnaar krijgt één bonuspunt voor de finaleronde. 
|  | Halve finale          | Halve finale | Halve finale |   |         | Finale | Finale | Finale |
|  |                       |              |              |   |         |        |        |        |
|  | Olímpico FC           | 3            | 0            |   |         |        |        |        |
|  | Sergipe               | 3            | 3            |   |         |        |        |        |
|  | Sergipe               | 3            | 3            |   | Sergipe | 0 (6)  |        |        |
|  |                       |              |              |   | Sergipe | 0 (6)  |        |        |
|  |                       | Vasco        | 0 (5)        |   |         |        |        |        |
|  | Olímpico Itabaianinha | Vasco        | 0 (5)        | 1 | 0       |        |        |        |
|  | Olímpico Itabaianinha |              |              | 1 | 0       |        |        |        |
|  | Vasco                 | 1            | 1            |   |         |        |        |        |

## Totaalstand
| Plaats | Club                  | Wed. | W  | G | V  | Saldo | Ptn. |
| ------ | --------------------- | ---- | -- | - | -- | ----- | ---- |
| 1.     | Sergipe               | 18   | 10 | 7 | 1  | 47:12 | 37   |
| 2.     | Olímpico Itabaianinha | 18   | 10 | 5 | 3  | 19:13 | 35   |
| 3.     | Confiança             | 18   | 8  | 6 | 4  | 25:16 | 30   |
| 4.     | Olímpico              | 18   | 8  | 4 | 6  | 18:18 | 28   |
| 5.     | Vasco                 | 18   | 7  | 6 | 5  | 20:9  | 27   |
| 6.     | Itabaiana             | 18   | 7  | 5 | 6  | 19:16 | 26   |
| 7.     | Guarany               | 18   | 6  | 2 | 10 | 17:20 | 20   |
| 8.     | Maruinense            | 18   | 5  | 5 | 8  | 13:19 | 20   |
| 9.     | Cotinguiba            | 18   | 4  | 5 | 9  | 13:29 | 17   |
| 10.    | Propriá               | 18   | 1  | 3 | 14 | 9:48  | 6    |

|  | Geplaatst voor finaleronde |
|  | Degradatie                 |

## Finaleronde
| Plaats | Club                  | Wed. | W | G | V | Saldo | Ptn. |
| ------ | --------------------- | ---- | - | - | - | ----- | ---- |
| 1.     | Sergipe               | 6    | 2 | 2 | 2 | 6:6   | 13   |
| 2.     | Olímpico Itabaianinha | 6    | 3 | 2 | 1 | 8:5   | 12   |
| 3.     | Vasco                 | 6    | 2 | 3 | 1 | 7:5   | 10   |
| 4.     | Itabaiana             | 6    | 0 | 3 | 3 | 3:8   | 6    |

|  | Kampioen |

### Kampioen
| Campeonato Sergipano de 1996 |
| Sergipe                      |
| ---------------------------- |
| SERGIPE Kampioen (29° titel) |